# Грб Малезије
Грб Малезије је званични хералдички симбол државе Малезија.
Грб се састоји од штита којег придржавају два тигра. Изнад штита се налази жути полумесец са четрнаестокраком звездом. Кракови звезда представљају тринаест малезијских територија (четрнаести представља Сингапур, бившу малезијску територију). Испод штита је трака са натписом „Јединство је Снага“ написана на малајском језику на два писма, романизпвано и јава писмо. У горњем делу штита се налази пет крисова (врста мача), испод којих се налазе симболи малезијских држава и територија.